# Liste von Persönlichkeiten der Stadt Victoria (British Columbia)
Diese Liste zählt Personen auf, die in der kanadischen Stadt Victoria geboren wurden oder durch ihr lebenslanges Engagement innerhalb der Stadt eine besondere Bedeutung für sie haben.

## Söhne und Töchter der Stadt Victoria
Folgende Persönlichkeiten sind in Victoria geboren. Die Auflistung erfolgt chronologisch nach Geburtsjahr.

### 1861–1900

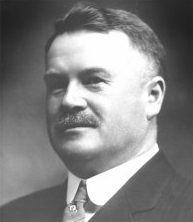
Simon Fraser Tolmie
(1867–1937)

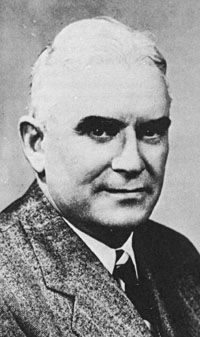
Byron Ingemar Johnson
(1890–1964)

- Karl Kriemler (1865–1936), deutscher Bauingenieur und Ingenieurwissenschaftler
- Charles Vancouver Piper (1867–1926), Botaniker und Agrarwissenschaftler
- Simon Fraser Tolmie (1867–1937), Politiker, Tierarzt und Landwirt
- Sophie Pemberton (1869–1959), Malerin
- Emily Carr (1871–1945), Malerin und Schriftstellerin
- Robert Branks Powell (1881–1917), Tennisspieler
- Byron Ingemar Johnson (1890–1964), Politiker und Unternehmer
- Chase G. Woodhouse (1890–1984), Politikerin
- Nell Shipman (1892–1970), US-amerikanisch-kanadische Stummfilmschauspielerin und Filmschaffende
- Richard Day (1896–1972), Szenenbildner

### 20. Jahrhundert (Geburtsjahr unbekannt)
- David Palmer, Organist und Musikpädagoge

### 1901–1930
- William „Torchy“ Peden (1906–1980), Radrennfahrer
- Munroe Bourne (1910–1992), Schwimmer
- Stephen Bosustow (1911–1981), Zeichentrickfilmproduzent
- Art Chapman (1912–1986), Basketballspieler[1]
- Lynn Patrick (1912–1980), Eishockeyspieler
- Richard Eaton (1914–1968), Chorleiter, Organist und Komponist
- William Vickrey (1914–1996), Ökonom
- Douglas Peden (1916–2005), Radrennfahrer und Basketballspieler
- Rusty Peden (1916–1995), Radrennfahrer
- Roger Stanier (1916–1982), Mikrobiologe
- Bill Reid (1920–1998), Künstler
- Alastair Gillespie PC OC (1922–2018), Wirtschaftsmanager und Politiker
- Robin Wood (1924–2004), Pianist und Musikpädagoge
- John Beckwith (1927–2022), Komponist und Pianist

### 1931–1960

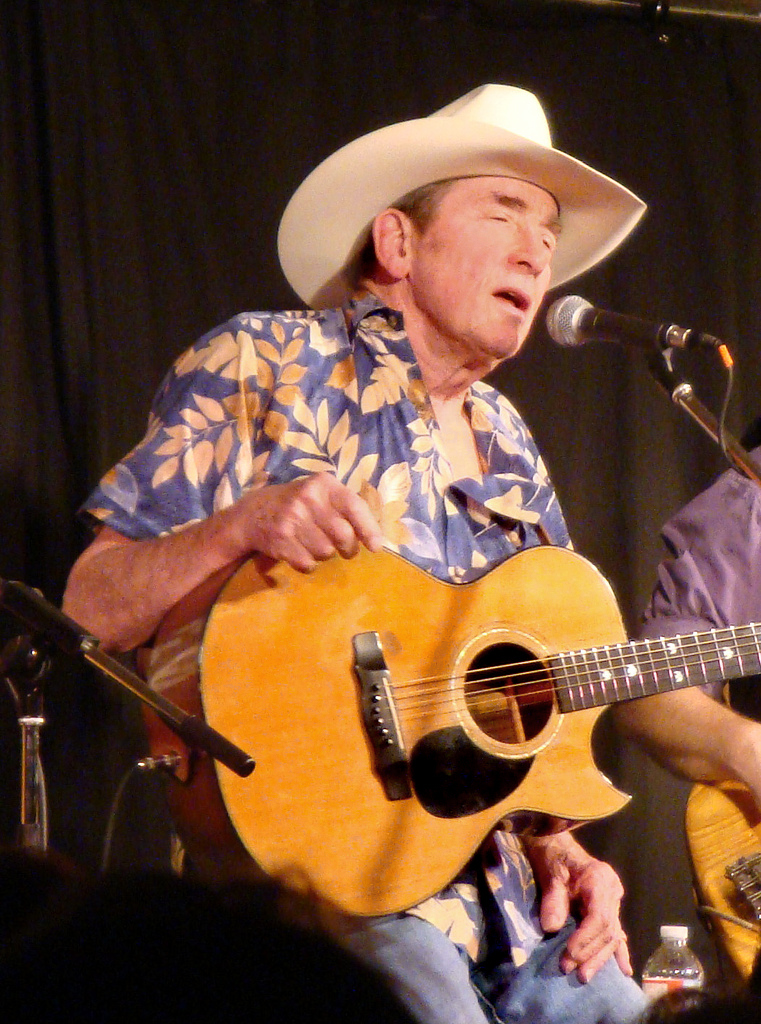
Ian Tyson
(* 1933)

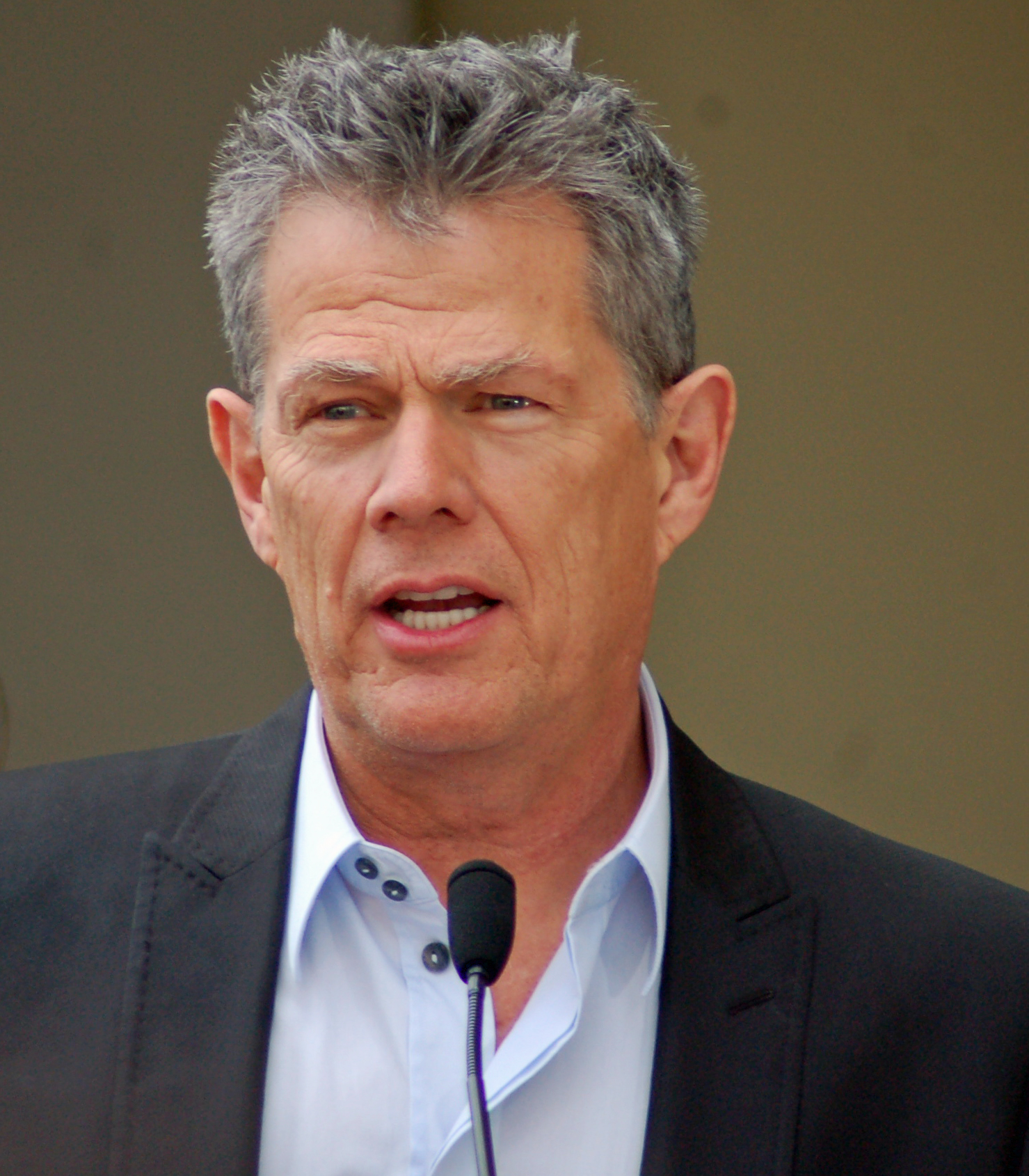
David Foster
(* 1949)

- Mark Colville (1933–2010), Anwalt, Richter und Politiker
- Ian Tyson (1933–2022), Country- und Folk-Sänger
- David Anderson (* 1937), Politiker und Ruderer
- Lorne Loomer (1937–2017), Ruderer
- Bob Wheaton (* 1941), Schwimmer[2]
- Lynn Eves (1942–2023), Sprinter
- Mary Novik (* 1945), Schriftstellerin
- Cliff Thorburn (* 1948), Snookerspieler
- David Foster (* 1949), Songwriter und Produzent
- Ron Grahame (* 1950), Eishockeytorwart
- David Jensen (* 1950), Hörfunkmoderator
- Bruce Cowick (* 1951), Eishockeyspieler
- Paul Cram (1952–2018), Jazzmusiker
- Taras Hyrb (* 1952), Ringer[3]
- Shelley Andrews (* 1953), Hockeyspielerin
- Bruce Ford (* 1954), Ruderer[4]
- Patricia Young (* 1954), Schriftstellerin und Dichterin
- Grant Goegan (* 1955), Eishockeyspieler[5]
- Rick Lapointe (1955–1999), Eishockeyspieler
- Neil Swainson (* 1955), Bassist des Modern Jazz
- Warren Long (* 1956), Turner[6]
- Cheryl Noble (* 1956), Curlerin
- Stephen Shellen (* 1957), Schauspieler
- Dean Crawford (1958–2023), Ruderer
- Hugh Fraser (1958–2020), Jazz-Pianist, Posaunist und Komponist
- John Horgan (1959–2024), Politiker und Premierminister der Provinz British Columbia
- Grant Main (* 1960), Ruderer
- Tracie McAra (* 1960), Basketballspielerin[7]

### 1961–1980
- Torrie Robertson (* 1961), Eishockeyspieler
- Wayne Gordon (* 1963), Boxer[8]
- Sara Ballantyne (* 1964), Hockeyspielerin[9]
- Don Barber (* 1964), Eishockeyspieler

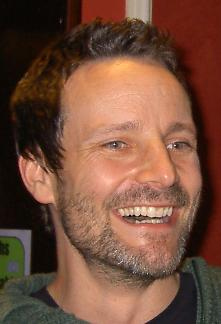
Ryan Robbins
(* 1972)

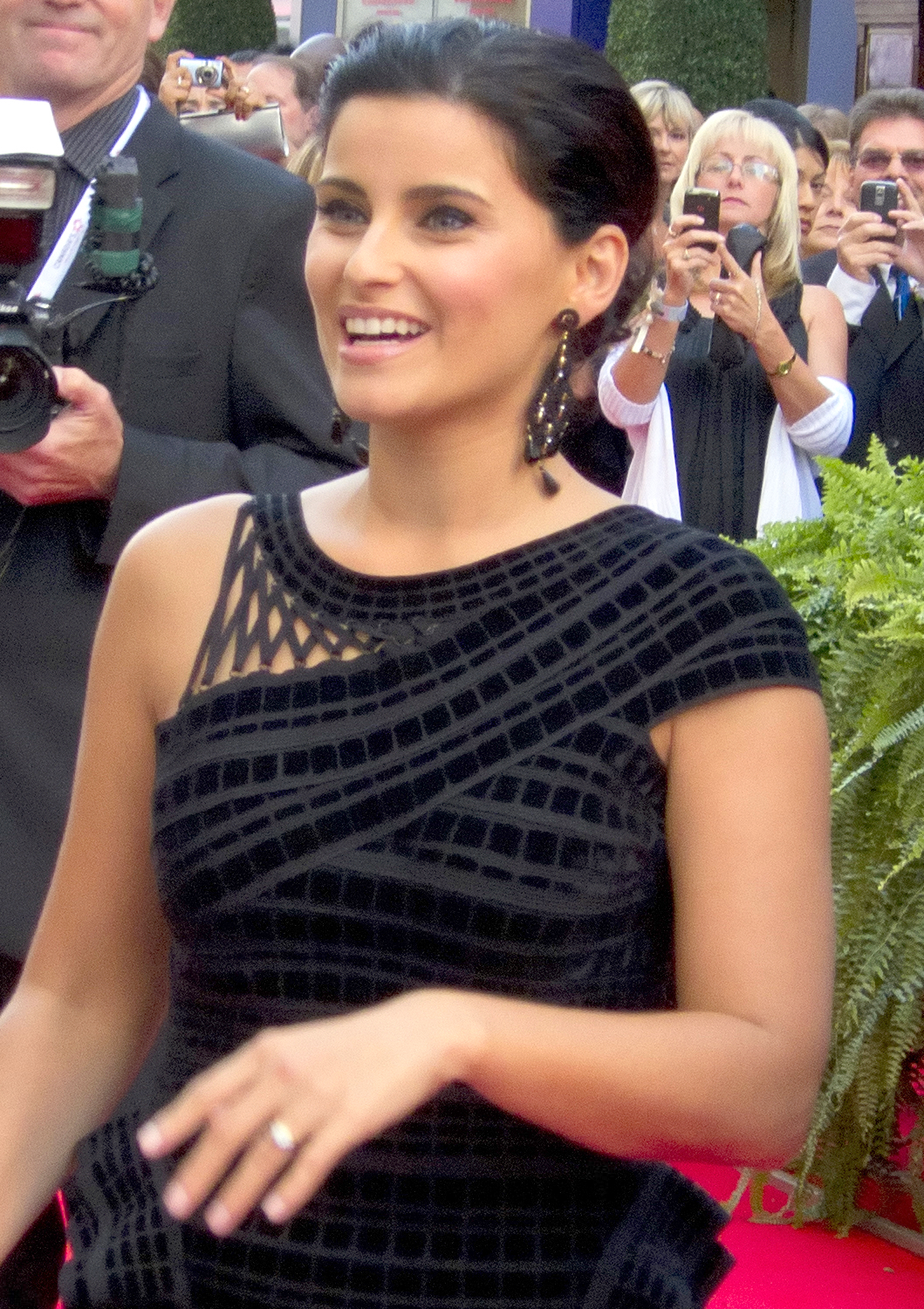
Nelly Furtado
(* 1978)

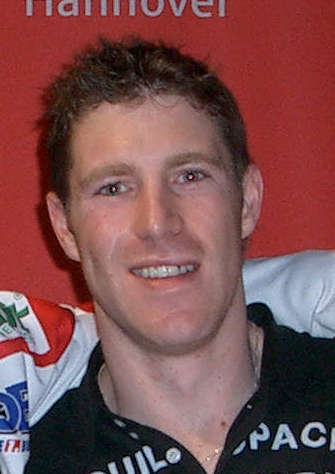
Mike Green
(* 1979)

- Janet Fowler-Michel (* 1965), Basketballspielerin und -trainerin
- Joe Reekie (* 1965), Eishockeyspieler
- Darren Barber (* 1968), Ruderer
- Helen Kelesi (* 1969), Tennisspielerin
- Turlough O’Hare (* 1969), Schwimmerin[10]
- Jeff Batters (1970–1996), Eishockeyspieler
- Rindy Anne Loucks (* 1970), Skeletonpilotin
- Colin Angus (* 1971), Abenteuerreisender
- Ocean Hellman (* 1971), Schauspielerin
- Tim Kehler (* 1971), Eishockeyspieler und -trainer
- Erin Fitzgerald (* 1972), Schauspielerin und Synchronsprecherin
- Ryan Robbins (* 1972), Schauspieler
- Darryl Yung (* 1972), Badmintonspieler
- Melanie McQuaid (* 1973), Duathletin und Triathletin
- Roland Green (* 1974), Radsportler
- Adam Parfitt (* 1974), Ruderer[11]
- Devon Larratt (* 1975), Armwrestler
- Kristen Wall (* 1976), Ruderin[12]
- Anna-Marie de Zwager (* 1976), Ruderin[13]
- Jesse Fibiger (* 1978), Eishockeyspieler
- Nelly Furtado (* 1978), portugiesisch-kanadische Sängerin und Songwriterin
- Kyle Hamilton (* 1978), Ruderer
- Katie Brambley (* 1979), Schwimmerin[14]
- Mike Green (* 1979), Eishockeyspieler
- Ravi Kahlon (* 1979), Politiker und Hockeyspieler
- Mark Kosick (* 1979), Eishockeyspieler
- Mike Stutzel (* 1979), Eishockeyspieler
- Heather Wurtele (* 1979), Triathletin
- Chad Faust (* 1980), Schauspieler
- Ryder Hesjedal (* 1980), Radrennfahrer

### 1981–2000
- Spencer Carbery (* 1981), Eishockeyspieler
- Mike Lewis (* 1981), Ruderer[15]

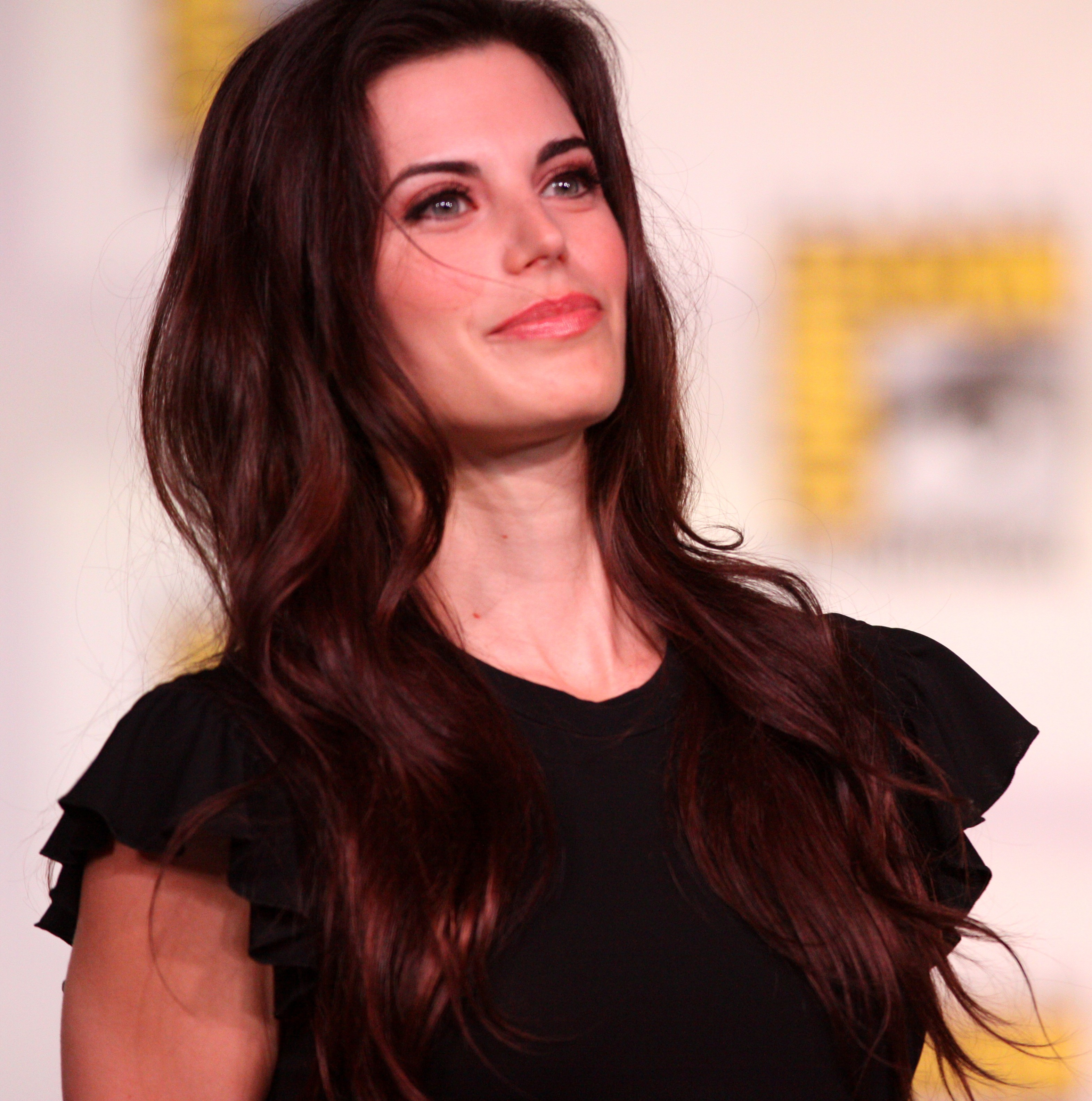
Meghan Ory
(* 1982)

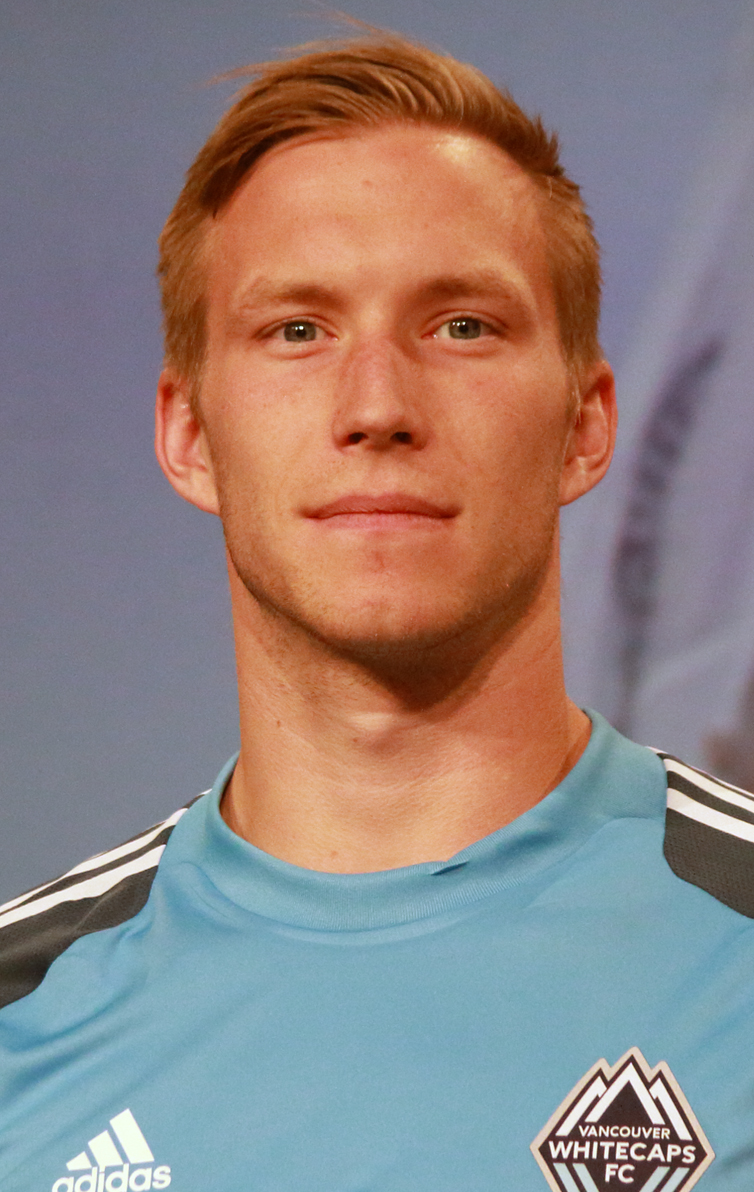
Simon Thomas
(* 1990)

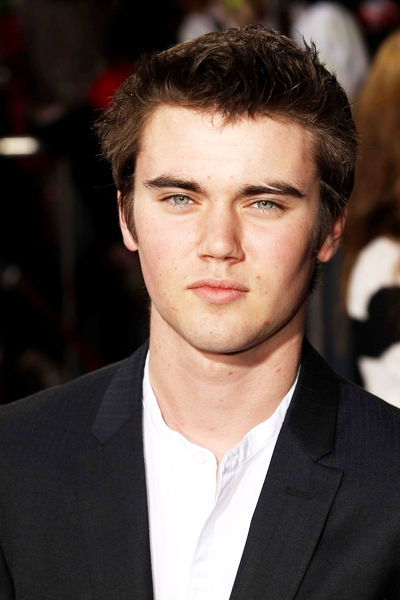
Cameron Bright
(* 1993)

- Shaun Sipos (* 1981), kanadischer Filmschauspieler kroatischer Herkunft
- Lindsay Jennerich (* 1982), Ruderin
- Rachel McKinnon (* 1982), Radsportlerin, Wissenschaftlerin und Aktivistin
- Meghan Ory (* 1982), Schauspielerin
- Frederic Winters (* 1982), Volleyballspieler[16][17]
- Kyle Greentree (* 1983), Eishockeyspieler
- Malcolm Howard (* 1983), Ruderer
- Ryan O’Byrne (* 1984), Eishockeyspieler
- Jamie Lynn Broder (* 1985), Beachvolleyballspielerin
- Priscilla Faia (* 1985), Schauspielerin
- Leah Gibson (* 1985), Schauspielerin
- Sarah Kaufman (* 1985), Mixed-Martial-Arts-Kämpferin[18]
- Michael Saunders (* 1986), Baseballspieler[19]
- Jordie Benn (* 1987), Eishockeyspieler
- Matt Irwin (* 1987), Eishockeyspieler
- Ryan Cochrane (* 1988), Freistilschwimmer
- Brittany Reimer (* 1988), Schwimmerin[20]
- Greg Scott (* 1988), Eishockeyspieler
- Jessica Sedlock (* 1988), Biathletin
- Megan Tandy (* 1988), Biathletin, von 2010 bis 2014 Megan Heinicke
- Jamie Benn (* 1989), Eishockeyspieler
- Nikki Chooi (* 1989), Geiger
- Jessica Sevick (* 1989), Ruderin
- Megan Danso (* 1990), Schauspielerin
- Simon Thomas (* 1990), Fußballspieler[21]
- Tyson Barrie (* 1991), Eishockeyspieler
- Calum Worthy (* 1991), Schauspieler, Produzent und Drehbuchautor
- Cameron Bright (* 1993), Schauspieler
- Adam de Vos (* 1993), Radrennfahrer
- Jay Lamoureux (* 1995), Radsportler
- Caileigh Filmer (* 1996), Ruderer[22]
- Sydney Payne (* 1997), Ruderin
- Erin Attwell (* 1999), Radrennfahrerin

### Ab 2001
- Riley Pickrell (* 2001), Radrennfahrer

## Personen mit Beziehung zu Victoria
- George Pearkes (1888–1984), Generalmajor und Politiker; gestorben in Victoria
- Bruce Hutchison (1901–1992), Schriftsteller und Journalist
- Atom Egoyan (* 1960), kanadisch-armenischer Regisseur; wuchs in Victoria auf
- Simon Whitfield (* 1975), Triathlet; lebt in Victoria
- Esi Edugyan (* 1978), Schriftstellerin; lebt in Victoria
- Beau Mirchoff (* 1989), US-amerikanisch-kanadischer Schauspieler; wuchs in Victoria auf